# Lara Salden
Lara Salden (Bree, 29 de enero de 1999) es una tenista belga.

## Carrera
En 2017 ganó su primer título en dobles en el W15 de Wanfercée-Baulet, junto a Chelsea Vanhoutte y en 2018 obtuvo su primer título individual en el W15 de Knokke.
En 2024 llegó a su primera final del WTA Tour, junto a Magali Kempen, en el 250 de Mérida. En la primera ronda del torneo derrotaron a Victoria Rodríguez y Ana Sofía Sánchez, en cuartos de final vencieron a Carmen Corley y Jessie Aney y en semifinales a Anastasia Tikhonova y Renata Zarazúa, pero perdieron en la final contra Quinn Gleason y Ingrid Gamarra Martins.